# 莫里斯 (阿拉巴马州)
莫里斯（英語：Morris）是美国阿拉巴马州下属的一座城市。面积约为3.03平方英里（约合7.84平方公里）。根据2010年美国人口普查，该市有人口1,859人，人口密度为614.14/平方英里（约合237.12/平方公里）。